# Sitnoglavičasti stričak
Sitnoglavičasti stričak (lat. Carduus pycnocephalus)  je vrsta čička. Porijeklom je iz Sredozemnog područja u južnoj Europi (Sjeverne Afrike i Zapadne Azije, Istočne Europe i Kavkaza) te Indijskog potkontinenta.
Ova biljka je postala uvedena vrsta u drugim regijama i na drugim kontinentima, često postajući štetni korov ili invazivna vrsta.

## Opis
Stabljike Carduus pycnocephalus, zimske jednogodišnje biljke, kreću se od 20 cm do 2.0 m i goli su do blago vunasti. Višestruke stabljike okružene su bodljama.
Biljka raste u rozetama od 25–36 cm u promjeru, s četiri do deset režnjevitih bazalnih listova koji su dugi 10–15 cm. Listovi stabljike su s donje strane tomentozni i sadrže bodlje na vrhovima režnjeva.
Cvjetnih glavica je 2-5 po grozdu, gusto su prošarane paučinastim dlačicama pri dnu listova i bodljikave prema vrhovima. Vjenčići su ružičasti do ljubičasti, cca. 1-1.4 cm, a plodovi su smeđi do zlatni, s čekinjastim, sitnim bodljikavim papusom

## Štetni korov
Carduus pycnocephalus postao je štetan korov u Australiji, Novom Zelandu, Makaroneziji, Južnoj Africi, Arapskom poluotoku, Južnoj Americi, Havajima i Sjevernoj Americi, posebno u većem dijelu Kalifornije. Najviše voli travnjake i šume. Nalazi se u poremećenim područjima, često s bazaltnim tlima, plodnim tlima ili tlima s relativno visokim pH (> 6,5).

### Utjecaji
Sitnoglavičasti stričak može rasti gusto, istiskujući drugu vegetaciju gustim rozetastim 'kolonijama' zimi, čime se sprječava uspostava autohtonih biljaka. Njegovi bodljikavi listovi, stabljike i listovi sprječavaju životinje da pasu na njemu i u blizini krme. Njegova tendencija da raste ispod krošnje hrasta povećava rizik od oštećenja stabala šumskim požarom jer se vatra lakše može proširiti na krošnje.

### Kontrola
Mehanička
Mehaničke metode mogu biti učinkovite, ali moraju se provesti prije nego što biljka osjemeni. Osim toga, korijen mora biti odsječen najmanje 10 cm ispod zemlje kako bi se spriječilo obnavljanje biljke. Košnja i rezanje nisu pouzdani jer biljka može ponovno izrasti i proizvesti sjeme čak i na visini od 7 cm.
Biološka
Sredstva za biološko suzbijanje imaju ograničen uspjeh kod Carduus pycnocephalus. Kukci koje je kalifornijsko ministarstvo poljoprivrede testiralo specifično za domaćina i koji su uzrokovali značajnu štetu reproduktivnim strukturama talijanskog čička nisu korišteni zbog zabrinutosti o mogućem predatorstvu kalifornijskih autohtonih vrsta čička. Puccinia cardui-pycnocephali je vrsta hrđe (gljive) koja je očito ekskluzivna za Carduus pycnocephalus. Na ovoj vrsti pronađene su i druge vrste hrđe.
Kontrola ispašom ovaca ili koza (ne goveda) u Australiji također je dala neke rezultate.
Kemijska
Kemijska kontrola može se postići različitim proizvodima uključujući: Klopiralid, glifosat, Dikvat, Picloram i 2,4-D ester. Međutim, pri uporabi ovih proizvoda potreban je oprez, a njihova uporaba nije uvijek primjerena, osobito u blizini vodenih površina i drugih osjetljivih prirodnih staništa. Provjerite lokalne, regionalne i nacionalne propise koji određuju uporabu.